# HD 109492
HD 109492，又名CP-61 3298，SAO 251962、HR 4790，是一颗恒星，视星等为6.22，位于銀經301.05，銀緯0.97，其B1900.0坐标为赤經12h 29m 50.8s，赤緯-61° 0.97′ 17″。